# Жуль Ренкін
Жуль Лоран Жан Луїс Ренкін (3 грудня 1862 , Іксель  — 15 липня 1934 , Брюссель ) — бельгійський політичний діяч.
Народився в Ікселі, вивчав право, був одним зі співзасновників журналу L'Avenir Sociale. 1896 року його було обрано до Палати представників бельгійського парламенту від Брюсселя, в якій перебував до самої своєї смерті.
Обіймав низку міністерських посад: юстиції (1907—1908), колоній (1908—1918), внутрішніх справ (1918—1920), а також залізниці й пошти (1918—1921).
1931 року він очолив уряд країни, залишивши за собою посади міністра внутрішніх справ, фінансів та охорони здоров'я.